# Ядвига Калишка
Ядвѝга Калѝшка или Ядвига Болеславу̀вна (на полски: Jadwiga kaliska, Jadwiga Bolesławówna) е калишка княгиня, кралица на Полша (1320 – 1333), представителка на Пястката династия.

## Биография
Княгиня Ядвига е родена между 1266 и 1275 година в семейството на великополския княз Болеслав Набожни и унгарската княгиня Йолента Хелена Арпад. Около 1293 година е омъжена за куявския княз Владислав Локетек. На 20 януари 1320 година е коронясана за кралица на Полша. През 1333 година умира съпругът и. Четири години по-късно Ядвига полага монашеска клетва. Установява се в манастира на клариските в Стари Сонч. Умира на 10 декември 1339 година.